# Wolf Graf von Luckner
Wolf Alexander Wilhelm Hermann Graf von Luckner (* 9. Januar 1896 in Friedeberg (Neumark); † 13. November 1971 in Höxter) war ein deutscher Generalmajor der Wehrmacht.

## Laufbahn

### Herkunft
Wolf war ein Sohn des deutschen Marineoffiziers Peter von Luckner (1858–1907) und dessen Ehefrau Agnes, geborene Semmelhack (* 1864).

### Militärkarriere
Luckner trat kurz nach dem Ausbruch des Ersten Weltkriegs am 10. August 1914 als Leutnant in das Westfälische Fußartillerie-Regiment Nr. 7 der Preußischen Armee ein, bei dem er im gesamten Verlauf des Krieges diente, zuletzt ab 1917 als Regimentsadjutant. Für sein Wirken erhielt er beide Klassen des Eisernen Kreuzes und das Hamburger Hanseatenkreuz.
Nach Kriegsende wurde Luckner am 1. Oktober 1919 zunächst in das Reichswehr-Artillerie-Regiment 7 der Vorläufigen Reichswehr übernommen und mit der Bildung der Reichswehr in das Artillerie-Regiment 6 versetzt. Am 1. April 1929 avancierte er zum Hauptmann und Chef der 5. Batterie. Am 1. April 1934 wurde er Chef der in Fritzlar stationierten 11. (reitenden) Batterie des 5. Artillerie-Regiments. Mit dieser Batterie kam er am 1. Oktober 1934 zum neu aufgestellten Artillerie-Regiment Fulda, das am 15. Oktober 1935 in Artillerieregiment 9 umbenannt wurde. Der am 1. August 1935 zum Major beförderte Luckner wurde am 1. Oktober 1936 zum Kommandeur der I. Abteilung des Artillerieregiments 48 ernannt, die 1939 dem Artillerieregiment 12 als schwere Abteilung unterstellt wurde. Am 1. April 1938 erfolgte Luckners Beförderung zum Oberstleutnant.
Im Zuge der Mobilmachung zum Zweiten Weltkrieg wurde Luckner am 26. August 1939 Kommandeur des Artillerieregiments 175, das im Verband der  75. Infanterie-Division und der 1. Armee im Saarland und der Pfalz Grenzsicherungsaufgaben hatte und erst am 14. Juni 1940 die Maginot-Linie zwischen Saarbrücken und Saint-Avold angriff. Sein Regiment wurde bereits Mitte Juli 1940 mit der gesamten 75. Infanterie-Division nach Polen verlegt und nahm ab 22. Juni 1941 am Angriff auf die Sowjetunion teil. Wenige Monate zuvor, am 1. April 1941, war Luckner zum Oberst befördert worden.
An Heilig Abend 1941 erhielt er das Deutsche Kreuz in Gold. Am 12. Januar 1942 wurde Luckner als „Stabsoffizier der Artillerie“ in den Stab der Heeresgruppe Süd versetzt; bei deren Teilung und Umbenennung im Juli 1942 blieb er in gleicher Dienststellung bei der Heeresgruppe B. Am 6. Mai 1943 wurde er Artilleriekommandeur (Arko 189) beim LXXXIX. Armeekorps in Belgien. Am 10. Januar 1944 wurde er in die Führerreserve versetzt. Luckner wurde am 1. April 1944 zum Generalmajor befördert und am 1. August 1944 zum Kommandeur der „Schule III für Fahnenjunker der Artillerie“ in Suippes-Mourmelon (Frankreich) ernannt.
Von Januar bis Mitte Februar 1945 war er Höherer Artilleriekommandeur (HArko) des Heeres-Küsten-Armeekommandos Nord, dann bis Kriegsende HArko bei der 20. Gebirgs-Armee in Norwegen. Bei Kriegsende kam er in Oslo in britische Kriegsgefangenschaft, aus der er am 17. Mai 1948 entlassen wurde.

### Familie
Seit 1922 war er mit Carola von Neumann (1900–1981) verheiratet, mit der er die beiden Kinder Achim (1923–2000) und Karola (1928–2006) hatte.